# Nodar Dumbadze
Nodar Dumbadze (gruzínsky ნოდარ დუმბაძე, 14. července 1928 Tbilisi – 19. září 1984 Tbilisi) byl gruzínský spisovatel. Psal především humorně laděné prózy z válečné a poválečné Gruzie.

## Život
Vystudoval právo na univerzitě v Tbilisi, ekonomické fakultě, v roce 1950. V roce 1964 vstoupil do komunistické strany. Mezi lety 1967 a 1972 se podílel na publikování satirického časopisu Niangi. V roce 1951 se oženil s Nanuli Gugunava, se kterou měl tři děti: Manana, Zaza (zemřel v 5 letech) a Ketevan. V roce 1972 se stal členem předsednictva svazu sovětských spisovatelů a tajemníkem svazu gruzínských spisovatelů. Za svou tvorbu obdržel Státní cenu Šoty Rustaveliho (1975) a Leninovu cenu (1980).

## Dílo
Dumbadze začal publikovat od 50. let, nejdříve krátké povídky, později delší díla.

### Romány
- Babička, Illiko, Ilarioni a já (1960)
- Vidím Slunce (1962)
- Sluneční noc (1967)
- Neměj strach, matko! (1972)
- Bílé prapory (1973)
- Zákon věčnosti (1978)

### Novely
- Kukarača (1981)

### Krátké povídky
- “Hellados” („ჰელადოს“)
- “Cikáni” („ბოშები“)
- “Chazarula” („ხაზარულა“)
- “Pes” („ძაღლი“)
- “Didro” („დიდრო“)
- “Korida” („კორიდა“)
- “Nevděčný” („უმადური“)
- “Nebuď ho.” („ნუ გააღვიძებ“)
- “Stesk” („მონატრება“)
- “Matka” („დედა“)
- “Ptáček” („ჩიტი“)
- “Krev” („სისხლი“)
- “Roh na pití” („ყანწი“)
- “Temur Lang” („თემურ ლენგი“)
- “Slunce” („მზე“)

## České překlady
- Vyšetřování: hra o 2 dějstvích. Překlad Jan Pömerl. 1. vyd. Praha: Dilia, 1979. 160 s. cnb000390768.
- Zákon věčnosti. Překlad Václav A. Černý. 3. vydání. Praha: Lidové nakladatelství, 1988. 245 s. cnb000038917.